# Alchemilla litwinowii
Alchemilla litwinowii är en rosväxtart som beskrevs av Sergei Vasilievich Juzepczuk. Alchemilla litwinowii ingår i släktet daggkåpor, och familjen rosväxter. Inga underarter finns listade i Catalogue of Life.